# Mahmoud Latifi
Mahmoud Latifi (* 24. November 1929 in Kermānschāh; † 23. November 2005 in Teheran) war ein iranischer Herpetologe. Er galt als führender Vertreter der Schlangenforschung (Ophiologie) im Iran, veröffentlichte das erste Buch über die iranische Schlangenfauna und leitete die erste Herstellung von Antisera gegen Schlangengifte in seiner Heimat.

## Leben und Wirken
Latifi wurde in Kermānschāh an der iranisch-irakischen Grenze geboren. Wegen der instabilen politischen Lage in dieser Region lebte er vierzehn Jahre im Irak, wo er von 1936 bis 1942 die Grundschule besuchte. 1942 kehrte die Familie die Kermānschāh zurück, wo Latifi 1948 seinen Sekundarschulabschluss machte. Anschließend absolvierte er ein Studium am Veterinär-College in Teheran, wo er 1953 graduierte. 1955 wurde er wissenschaftlicher Assistent am Institut d’Etat des Serums et Vaccins Razi, das sich in Hesarak, einem Vorort von Teheran, befindet. Anfangs stellte er Impfstoffe gegen Diphtherie und Tetanus her, ab 1958 spezialisierte er sich auf die Herstellung von Gegengiften, die aus dem Blutplasma von Pferden gewonnen wurden, denen zuvor stark verdünntes Schlangengift injiziert wurde.
Mit einem Stipendium der Weltgesundheitsorganisation (WHO) besuchte Latifi im Mai 1959 Brasilien, wo er mit Alphonse Richard Hoge am Instituto Butantan in São Paulo forschte. 1960 reiste er zu weiteren Studien in die Vereinigten Staaten und nach Europa. 1963 wurde Latifi Direktor der Herpetologischen Abteilung und Leiter der Abteilung für Gegengifte am Institut d’Etat des Serums et Vaccins Razi. 1968 reiste er mit erneuter Unterstützung der WHO zu verschiedenen Schlangeninstituten und herpetologischen Museumssammlungen in Europa und Asien. 1978 wurde er Forschungsprofessor am Institut d’Etat des Serums et Vaccins Razi. 
Zwischen 1965 und 1989 veröffentlichte Latifi ein Dutzend Fachartikel über Reptilien. Während seiner früheren Forschungsarbeit beschäftigte er sich mit der Biochemie von Schlangengiften (unter Anwendung von Elektrophorese, Geldiffusion und Neutralisierungstechniken zur Charakterisierung des Giftes verschiedener Arten), Herstellungsmethoden von Gegengiften sowie mit der Ausbeute von Schlangengift. Er leitete Studien über die geographische Variation des Giftes der Gemeinen Sandrasselotter (Echis carinatus) in Afrika und Asien. Beginnend mit seiner Forschungsarbeit bei Hoge in Brasilien und anschließend bei Carl Gans in den Vereinigten Staaten legte Latifi sein Hauptaugenmerk auf die Grundlagenbiologie, die Verbreitung und die Identifikation von Schlangen.
1985 fasste Latifi sein enormes Wissen über die iranische Schlangenfauna in seinem Werk Snakes of Iran zusammen. Es erschien zunächst in persischer Sprache und basiert auf seiner Forschungsarbeit am Razi-Institut, in dem zwischen 1959 und 1983 rund 128.000 Schlangenproben untersucht wurden. In diesem Buch beschreibt Latifi rund 62 Arten. Es ist in zwei Abschnitte gegliedert. Im ersten Abschnitt beschreibt er die Grundlagenbiologie und die Körperstruktur der iranischen Schlangen, gibt einen Überblick über ihre Gifte und eine Statistik über die aufgetretenen Fälle von Schlangenbissen im Iran. Der zweite Teil umfasst eine Checkliste und einen Schlüssel über die iranische Schlangenfauna mit Artbeschreibungen sowie Beschreibungen ihrer Lebensweise und ihrer Verbreitung. Das Werk hat 22 Illustrationen, die vom US-amerikanischen Tierzeichner Raymond S. Robinson angefertigt wurden.
1991 brachten die beiden US-amerikanischen Herpetologen Alan E. Leviton und George Robert Zug eine englischsprachige Übersetzung mit einem erweiterten Checklistenanhang und einem bibliographischen Verzeichnis heraus. 1992 veröffentlichte Latifi eine überarbeitete zweite Ausgabe auf Persisch, in welcher der Checklistenanhang von Leviton und Zug übernommen wurde. Im Jahr 2001 erschien eine dritte Ausgabe in persischer Sprache, die doppelt so umfangreich ist, wie die zweite.

## Dedikationsnamen
1967 ehrten Robert Mertens, Ilja Sergejewitsch Darewski (1924–2009) und Konrad Klemmer Latifi im Artepitheton der Elburs-Bergotter (Montivipera latifii). 1972 benannten Alan E. Leviton und Steven C. Andersen die Zwerggecko-Art Microgecko latifi nach Latifi.